# Tione degli Abruzzi
Tione degli Abruzzi est une commune de la province de L'Aquila dans la région Abruzzes en Italie.

## Administration
| Période                                  | Période  | Identité    | Étiquette | Qualité |
| ---------------------------------------- | -------- | ----------- | --------- | ------- |
| 14 juin 2004                             | En cours | Alvio Vespa |           |         |
| Les données manquantes sont à compléter. |          |             |           |         |

### Hameaux
Goriano Valli, Santa Maria del Ponte

### Communes limitrophes
Acciano, Caporciano, Fontecchio, Rocca di Mezzo, Secinaro